# Stéphane Lenormand
Pour les articles homonymes, voir Lenormand.
Stéphane Lenormand, né le 13 août 1964 à Saint-Pierre (Saint-Pierre-et-Miquelon), est un homme politique français.

## Biographie
Membre d'Archipel demain, il se présente aux élections législatives de 2017 dans la circonscription de Saint-Pierre-et-Miquelon. Au premier tour, il arrive à égalité avec Annick Girardin, recueillant 1 209 voix (41,59 %),. Il perd l'élection au second tour, avec 136 voix de moins que son adversaire. Il réunit 1 750 votes, soit 48,13 %.
À la suite de l'élection de Stéphane Artano au Sénat, il est président du conseil territorial de Saint-Pierre-et-Miquelon du 24 octobre 2017 au 13 octobre 2020, date de sa démission pour raisons personnelles.
De nouveau candidat aux élections législatives de 2022, il arrive en tête à l'issue du premier tour avec 856 voix, soit 32,39 % des suffrages exprimés. Il est élu au second tour avec 50,36 % des suffrages exprimés, 1 239 voix, soit seulement 19 voix de plus que son adversaire de la NUPES, Olivier Gaston.
Alors que son mandat est écourté le 9 juin 2024 en raison d'une dissolution parlementaire décidée par Emmanuel Macron, il se représente aux élections législatives anticipées dans la circonscription de Saint-Pierre-et-Miquelon. En ballottage favorable lors du premier tour avec 43,09 % des suffrages exprimés, il est réélu député au second tour avec 61,72 % des voix face au candidat du Nouveau Front populaire, Frédéric Beaumont. Le 17 juillet 2024, Stéphane Lenormand est élu président du groupe Libertés, indépendants, outre-mer et territoires (LIOT) à l'Assemblée nationale.